# ارل بی. مایفیلد
ارل بی. مایفیلد (به انگلیسی: Earle B. Mayfield) سناتور سابق عضو حزب دموکرات ایالات متحده آمریکا بود. وی در سال ۱۹۲۳ تا ۱۹۲۹ میلادی سناتور ایالت تگزاس در سنای ایالات متحده آمریکا بود.